# トーク (アルバム)
『トーク』（Talk）は、1994年に発表されたイエスのスタジオ・アルバム。ジョン・アンダーソン、クリス・スクワイア、トレヴァー・ラビン、トニー・ケイ、アラン・ホワイトの5人編成が発表したアルバムとしては通算3作目に相当する。

## 解説
1990年、イエスは1983年の再結成以来のメンバーだったアンダーソン、スクワイア、ラビン、ケイ、ホワイトの「90125」メンバー5人と、1970年代のメンバーだったビル・ブルーフォード、リック・ウェイクマン、スティーヴ・ハウの8人編成になった。1991年4月、彼等はアルバム『結晶』を発表し、大規模な公演ツアーを行なった。
1992年3月にツアーが日本で終了した後、ブルーフォードが脱退を表明した。同年、彼等はビクトリー・ミュージックと契約し、1993年春には新作アルバムをリリースすると発表した。「90125」メンバーとウェイクマンでアルバムを製作してほしいというビクトリー・ミュージックからの要望もあって、イエス脱退の意思がないにもかかわらずハウは招集されなかった。さらにウェイクマンも日程上の都合から参加できず、結局は「90125」メンバーだけで制作することになった。
収録曲のほぼ全てがラビンとアンダーソンの共作であり、アンダーソンの意思を反映させつつラビンが主導した内容となっている。彼はギターとボーカルに加えて、ケイが演奏したハモンド・オルガン以外の全てのキーボード、プログラミング、プロデュースを担当した。
「ウォールズ」にはスーパートランプのロジャー・ホジソンが共作者として名を連ね、ボーカル担当として参加している。
ジャケットには、ロジャー・ディーン作の広く知られたイエスのロゴに代わってピーター・マックスがデザインしたロゴが使われている。発表直後には、本作に関するインタビュー、デモ音源、ライブ音源、リハーサル映像などが収録されたマルチメディアCD-ROM『Yes Active』が発売された。
本作は旧来の熱心なイエスリスナーには敬遠され、チャートアクションは芳しくなかった。その不評に影響されて、トーク・ツアーのチケット売上は70パーセントに止まり、後半予定されていたヨーロッパ・ツアーはキャンセルされ、メンバーを落胆させた。
次作の構想においてアンダーソンとの確執が深刻となったラビンは、イエスでの仕事を終えたと感じて、ツアー終了後の1995年5月に脱退した。ケイも同時期に脱退し、ハウとウェイクマンが後任に招かれて復帰した。

## エピソード
- 当初、収録曲「エンドレス・ドリーム」はかつての名曲「危機」の続編の「危機・2」として制作されたかのような宣伝がなされていたが、それは各メンバーから後に否定されている[注釈 6][14]。

## 収録曲
1. コーリング - "The Calling" (トレヴァー・ラビン、ジョン・アンダーソン、クリス・スクワイア)
2. アイ・アム・ウェイティング - "I Am Waiting" (ラビン、アンダーソン)
3. リアル・ラヴ - "Real Love" (ラビン、スクワイア、アンダーソン)
4. ステイト・オブ・プレイ - "State of Play" (ラビン、アンダーソン)
5. ウォールズ - "Walls" (ラビン、ロジャー・ホジソン、アンダーソン)
6. ホェア・ウィル・ユー・ビー - "Where Will You Be" (ラビン、アンダーソン)
7. エンドレス・ドリーム: a)サイレント・スプリング〜b)トーク〜c)エンドレス・ドリーム - "Endless Dream" a. "Silent Spring" b. "Talk" c. "Endless Dream" (ラビン、アンダーソン)
8. コーリング（スペシャル・ヴァージョン） - "The Calling (Extended Version)" (ラビン、アンダーソン、スクワイア) ※ボーナストラック

## 参加メンバー
- ジョン・アンダーソン – ボーカル
- トレヴァー・ラビン – ギター、キーボード、ボーカル、プログラミング
- クリス・スクワイア – ベース、ボーカル
- トニー・ケイ – ハモンド・オルガン
- アラン・ホワイト – ドラム